# Ladislav Vančura
Ladislav Vančura (20. února 1897 Pachfurth, Dolní Rakousy – 1960) byl český lékař. Během druhé světové války se angažoval v odbojové činnosti a zachránil nebo pomohl zachránit životy nejméně 300 lidí. Během 50. let byl vystaven perzekuci komunistického režimu a psychickému teroru ze strany Státní bezpečnosti.

## Život
Narodil se v dolnorakouském Pachfurthu, nyní součásti městyse Rohrau, do rodiny hlavního správce česko-rakouského šlechtického rodu Harrachů. Jeho otec si přál, aby jeho dva synové uměli česky. Rodina se proto přestěhovala na panství Harrachů do Sadové na Královéhradecku.
Ladislav absolvoval gymnázium v Novém Bydžově. Poté studoval na lékařskou fakultu Univerzity Karlovy v Praze, jeho studium však přerušila první světová válka. Na italské frontě kolem Piavy utrpěl zranění. Byl několikrát vyznamenán za statečnost. Studium dokončil až roku 1924.
Od roku 1936 pracoval jako hlavní vězeňský lékař v Hradci Králové. Za druhé světové války byl soudním lékařem a už od začátku okupace v roce 1939 začal pomáhat vězňům. Vězni gestapa zde byli pravidelně biti a mučeni.
Spolu s chirurgem Janem Bedrnou vyléčil šéfa hradeckého gestapa Alberta Hardtkeho, který trpěl ledvinovou kolikou. Díky jeho vděčnosti dosáhl Vančura toho, že ve vězení se snížila brutalita dozorců a ti nejhorší z nich byli převeleni jinam. Sám Hardtke několik měsíců po léčbě přišel za Vančurou s tím, že je možné zachránit některé studenty z koncentračního tábora. Aby protahoval navázaný kontakt, dr. Vančura Hardtkeho dál fingovaně léčil injekčním podáváním destilované vody.
Dr. Vančura tak dál pomáhal vězňům, nosil jim jídlo, tajně je léčil, předával jim informace nebo jim radil, jak vypovídat. Umožňoval jim také fingovat zdravotní potíže, čímž se dostali do nemocnice, odkud pak mohli utéct. Podle vyjádření chirurgické kliniky v Hradci Králové šlo většinou o „více vězňů týdně“. Některým vězňům zařídil pobyt v psychiatrické léčebně. Vančura také vedl odbojovou skupinu, která 5. května 1945 zachránila asi 50 vězňů. Zachránil např. osm studentů z koncentračního tábora Oranienburg nebo sochaře Josefa Bílka, autora soch před krajským soudem v Hradci Králové, nebo právě profesora Jana Bedrnu, který se angažoval v odbojové činnosti na Masarykově univerzitě.
O dva dny později si přišlo gestapo pro Vančuru domů. Když už stál v kasárnách před zdí, všimli si lidé jeho zatčení. Jeden z nich běžel za Hardtkem, aby popravu zastavil, což se stalo. 
Po válce byl Vančura nejprve oceněn – od ministerstva spravedlnosti dostal vyznamenání za zásluhy v odboji a v roce 1946 od prezidenta Edvarda Beneše Československou vojenskou medaili za zásluhy I. stupně. Po domovní prohlídce 6. června 1948 byl ale zatčen a uvězněn a v říjnu téhož roku obviněn ze spolupráce s Němci. Mimořádným lidovým soudem byl ve veřejném zinscenovaném procesu souzen za zločin proti státu a majetku. I díky nátlaku veřejnosti a svědectví desítek lidí, kterým za války pomohl, byl osvobozen. V roce 1950 byl nicméně zbaven funkce obvodního lékaře, neboť „pozbyl důvěry pracujícího lidu“. V roce 1951 mu byla zabavena soukromá praxe. Jeho dcera Jitka nedostala doporučení ke studiu na vysoké škole. Rodina byla systematicky traumatizována opakovanými výslechy StB, výhrůžkami vystěhováním, zabavováním majetku nebo fingovanými schůzkami, z nichž byli její členové odváženi k výslechu.
Koncem 50. let onemocněl dr. Vančura rakovinou. V roce 1960, když už byl ve velmi špatném zdravotním stavu, byla rodina pod nátlakem Národního výboru a komunistických funkcionářů donucena „darovat“ státu dům, ve kterém bydlela.

## Rodina
Dcerou dr. Vančury je docentka mikrobiologie Jitka Procházková (* 1933), zakladatelka a vedoucí imunologického oddělení odboru Krajské hygienické stanice v Hradci Králové, vědecká pracovnice Vojenské lékařské akademie J. E. Purkyně. Byla druhou manželkou chirurga Jaroslava Procházky (1913–2003).